# Kendall Williams
Kendall Williams (Upland, 3 luglio 1991) è un ex cestista statunitense.